# Ворониловичский сельсовет
Ворониловичский сельсовет — бывшая административно-территориальная единица в составе Пружанского района Брестской области. Административным центром была деревня Ворониловичи.

## История
12 октября 1940 года создан в составе Ружанского района Брестской области (с 8 января 1954 года до 19 июня 1954 года — Гродненской области).
25 декабря 1962 года район упразднён, сельсовет присоединён к Пружанскому району.
Сельсовет упразднён 1 декабря 2009 года решением Брестского областного совета депутатов № 242, а его деревни включены в состав Ружанского поселкового совета .

## Населённые пункты
1 января 1947 включал 5 населённых пунктов.
1 декабря 2009 включал деревни:
- Бутьки,
- Верчицы,
- Виторож,
- Ворониловичи,
- Капли,
- Клепачи,
- Колозубы,
- Лососин,
- Островок,
- Пересадичи,
- Товцвилы,
- Щитно.